# 亀田忠彦
亀田 忠彦（かめだ ただひこ、1972年〈昭和47年〉9月26日 - ）は、日本の政治家。奈良県橿原市長（2期）。元奈良県議会議員（2期）。

## 来歴
兵庫県神戸市出身。兵庫県立明石城西高等学校、天理大学体育学部体育学科卒業。1995年4月から奈良県の県立高等学校の保健体育科講師を経て、1998年4月、高校サッカー部監督の紹介で田野瀬良太郎衆議院議員の秘書となる。2010年12月からは公設第一秘書となり、2012年12月からは田野瀬太道衆議院議員の公設第一秘書となる。
2015年4月12日に行われた奈良県議会議員選挙において13,597票を獲得し当選。
2019年4月7日に行われた奈良県議会議員選挙において12,924票を獲得し当選したが、後述の橿原市長選挙に出馬するため9月に県議会議員を辞職。
2019年10月27日に行われた橿原市長選挙において、現職の森下豊を1,266票差で破り初当選した。11月12日、市長就任。
※当日有権者数：101,529人 最終投票率：41.67%（前回比：－1.12pts）
| 候補者名 | 年齢 | 所属党派 | 新旧別 | 得票数   | 得票率 | 推薦・支持         |
| -------- | ---- | -------- | ------ | -------- | ------ | ------------------ |
| 亀田忠彦 | 47   | 無所属   | 新     | 21,409票 | 51.52% | （推薦）自由民主党 |
| 森下豊   | 61   | 無所属   | 現     | 20,143票 | 48.48% |                    |

2023年10月22日に行われた橿原市長選挙において元職の森下を7,934票差で破り再選した。ただ今回は、森下が日本維新の会公認で出馬し亀田は前回同様自民党推薦で出馬したため自民・維新の政党対決の様相を呈した。※当日有権者数：100,221人 最終投票率：44.80％（前回比：+3.12pts）
開票結果は、当選 亀田忠彦（51歳）無所属 現 26,014票 自由民主党推薦、森下豊（65歳）日本維新の会 元 18,080票だった。

## 人物・市政
- 2021年3月5日、亀田は橿原市の財政危機を宣言し、「事業の取捨選択による大幅な歳出の見直しを断行する」と述べた。同市では2018年にオープンした市分庁舎や民間ホテルが入る複合施設「ミグランス」の建設・管理運営費に約97億円を2037年度まで分割で支払うことなっており、2018年度から財政調整基金を取り崩し対応していたが増加する社会保障費や新型コロナウイルス感染症による税収減が追い打ちをかけ、宣言に至った[12]。その後2023年3月3日に亀田は新型コロナウイルス感染症による税収減が想定より少なかったことや、国の補助金増、宣言に基づき行っていた歳出削減への取り組み（各種団体への補助金の減額等）などで財政調整基金を一定程度増額することが出来たことなどを理由に、同月末で「財政危機宣言」を解除すると表明した[13]。
- 2021年8月8日、世界平和統一家庭連合（旧統一教会）の関連団体が主催するサイクリングイベント「ピースロード2021 in Nara」が奈良県内で開催。亀田は小林茂樹が実行委員長を務めた同イベントに、公務外で妻と共にライダーとして参加していたと2022年8月に報じられた[14][15][16]。亀田はイベントへの参加を事実と認め、「旧統一教会との関係を認識できていなかった」と説明。また、市が関連団体から受けていた寄付金約14万円についても全額返還したと発表した[17]。
- 2021年9月、亀田は2031年に奈良で開催される国民スポーツ大会のメイン会場整備案を巡り、事前説明のために議長室を訪問した際、当時議長だった日本維新の会の原山大亮市議から「ええ加減にせぇよ!お前、こらぁ!都合のええことしやがって、われぇ」などの恫喝を受けた[18]。このことは2022年4月27日にインターネットメディアで音声付きの記事が報じられ、同日に原山は音声が自身のものであると認め議員辞職し、亀田は「完全な恫喝と受け取った。市としても毅然とした態度をとらなければいけないと思っていた。市民に向けても恥ずかしい話」と述べた[19]。原山はその後、同年12月に維新から2023年奈良県議会議員選挙の公認内定を受け、県議選では当選し公職復帰している[20]。
- 市長就任後も自由民主党橿原市支部の支部長を務める。[1][4]。2023年2月18日、同支部は幹事会を開き、同年4月の奈良県知事選挙の対応を協議。党奈良県連会長の高市早苗が推す元総務官僚の平木省と現職の荒井正吾のいずれに対しても党本部が推薦を出さないなか、同支部は荒井を応援するとの意向を固めた[21]。
- 2023年5月、同年4月に実施された統一地方選挙橿原・高市選挙区から立候補した自民党公認新人候補の落選の責任を取る形で自民党橿原市支部長を辞任。
- 2023年4月の知事選では日本維新の会公認で立候補した山下真が当選。山下は知事就任後、橿原市で計画されていた、国民スポーツ大会の開催に必要となる第1種陸上競技場の建設計画を中止すると発表した。奈良には県営の第1種陸上競技場が無く、県立橿原公苑にある既存の競技場では第1種競技場に必要なサブトラックを新設できる場所もないことからこの計画が進められ、事業費は430億円程度を見込んでいたが、山下はこれを疑問視。奈良市鴻ノ池陸上競技場（ロートフィールド奈良）を改修して使用することを検討するとした。しかし、国体開催は元々、県北部に比べて人口流出や産業の衰退が目立つ中南部の振興を図る狙いもあったことから、仲川げん奈良市長は「競技団体も橿原市での開催を前提に話を進めてきたはずだ。この段階で利用したいと言われても困る。奈良市にとってはありがたい話だが、（橿原市から会場を）かっさらうわけにもいかない」と困惑気味に語り、橿原市長の亀田は「何年もかけて県と協議してきた計画が、たった1カ月の検討で覆るのは残念だ」とし、計画の継続を求める意向を示した[22]。
- 2024年1月15日、山下は記者会見を行い、県の事業見直しの結果、橿原市にある県運転免許センターを、田原本町のスタジアムの建設予定だった土地に移転させる計画を発表[23]。2月22日には県の各種施設再編について、中南和地域の22市町村長が地元への説明を求めた要望書を山下に提出。要望書は亀田が提案する形で連名で提出された[24]。また、亀田は免許センターの移転と、県橿原文化会館を廃止するとした県方針の撤回を求める内容の橿原市単独での要望書も提出した[24]。これに対し山下は29日の会見で「丁寧な説明が足りないというのは政治的なアピールだ」と反論。運転免許センター移転については、「発表の3日前に知った」とする亀田の主張に対し「県警の担当者が検討状況を昨年から報告していた」と反論。「市長とお会いして話すことはない」とも述べ、今後の協議の可能性を否定した[25]。3月5日に亀田は、「前年に受けた説明は市内の別の候補地が移転対象から外れたという内容のみで、市外移転は聞いていない」などとする県への再抗議のメールを送付し、山下に対し協議に応じるよう要請した[26]。
  - これらの県の事業見直しをめぐり、亀田と山下の関係はこじれていたが、2024年7月には県立医科大学付属病院周辺のまちづくりについて、県と橿原市が話し合う「まちづくり協議会」が発足し、両者は関係改善を強調した[27]。同年11月27日に山下は同市のアリーナ建設予定地を橿原公苑内から医科大付属病院近くに設置を目指している近鉄・医大新駅の西側に変更すると発表。まちづくり協議会の中で浮上した案とされ、亀田も同構想に賛成する意向を示した[28]。
- 2024年8月16日、橿原市発注のLPガスなどの購入契約について調査している市議会百条委員会において亀田の証人喚問が予定されていたが、来年度予算編成のための集中的な市長査定が半年以上前から予定されており、一方的な出頭要請に対して日程の変更は出来ないとして欠席した。事前にお互いに意思疎通し日程調整してもらえれば喜んで出席するとした。委員から「出頭請求は早くに通知しており、予算査定の日程は調整できたはず。欠席届がなぜ百条委前日の夕方に出されたのか」との声が上がり、抗議文を出すことを決めた。また、改めて30日以降の百条委への出頭請求を決めた[29]。